# Ервін Муштуков
Ервінс Муштуковс (латис. Muštukovs Ervīns; народився 7 квітня 1984, Рига, Латвія) — латвійський хокеїст, воротар. Виступає в ризькому Динамо-Юніорс, виступав у складі юніорської збірної Латвії (U-18) та молодіжної збірної Латвії (U-20), учасник зимових Олімпійських ігор 2010 року в Ванкувері.